# Рарогъ
«Рарогъ» — русская группа, игравшая в жанре прогрессив пэган/фолк-метал. Композиции группы сочетают рифы прогрессив- и хеви-метала с народными элементами. Тексты песен «Рарогъ» касаются преимущественно народной тематики и повествуют об истории и легендах древней Руси, а также рассказывают об уважении и любви к родине.

## История
Группа образовалась под руководством бас-гитариста и композитора Александра «Шмеля» Швилёва, с середины 1990-х работавшего над проектом Dreaming Soul, где он писал композиции, впоследствии вошедшие в дебютный альбом «Рарога». В 2004 году окончательно определяется название группы и жанр, в котором она работает. В это же время формируется полный состав коллектива: Александр «Шмель» Швилёв (бас, вокал), Александр «Мориарти» Синицин (гитара), Никита Акселенко (гитара), Вадим Семёнов (ударные).
В 2006 году вышел первый альбом группы: «Аз Бога Ведаю», записанный на домашней студии Шмеля. Материалом к написанию послужили как старые песни, так и новые композиции. Партии женского вокала исполнила Наталья «Gerard» Романенко.
В 2007 году группу покидает гитарист Александр Синицин, на смену которому приходит Вадим Прокофьев. «Рарогъ» находится в поиске новых участников, и в 2008 году к коллективу присоединяется вокалистка Яра. Начинается работа над записью второго альбома.
В 2010 у группы появляется новая вокалистка — Александра Сидорова (ex-Valley of the Moon). В 2011 году выходит в свет второй релиз группы: «Взойди, Солнце!». Материал становится более тяжёлым, появляются элементы дум- и дэт-метала. Летом 2011 года в группу приходит второй гитарист Павел Кузьмин, и уже в августе в новом составе «Рарогъ» выступает на международном фестивале «Metal Crowd» в Речице (Беларусь). Осенью начинается запись третьего CD.
В марте 2012 года выходит новый альбом «Сыны Сокола», оформление которого исполнил бельгийский художник Kris Verwimp, известный по работе с такими группами, как Аркона, Moonsorrow, Enslaved, Immortal, Marduk, Manegarm. Это событие совпало с первым туром группы по России, а в июне этого же года «Рарогъ» дебютировал на литовском международном фестивале «Kilkim Žaibu». Осенью 2012 группа снова отправляется в тур и снимает дебютный клип на песню «Беда», режиссёром которого стал Сергей Судаков.
В начале 2013 года на смену Павлу Кузьмину приходит новый гитарист Ростислав Фролов, и группа в новом составе едет в большой тур по России. В мае коллектив дебютирует в Минске и летом текущего года приступает к созданию четвёртого альбома.
19 февраля 2014 года группа заявила о прекращении своего существования.
История коллектива получила продолжение в 2016 году...

## Состав
- Александра «Рысь» Сидорова — вокал.
- Александр «Шмель» Швилев — бас, аранжировки, музыка, клавишные, вокал.
- Ростислав Фролов — гитара.
- Вадим Семёнов — барабаны.
- Владимир Зайцев — звукорежиссёр.

## Дискография

### Альбомы, синглы
| Год  | Название       | Студия   |
| ---- | -------------- | -------- |
| 2006 | АзЪ Бога ведаю | SvaSound |
| 2011 | Взойди Солнце  | SoundAge |
| 2012 | Сыны сокола    | SoundAge |
| 2013 | Кологод        | SoundAge |